# نايجل كروفورد
نايجل كروفورد (بالإنجليزية: Nigel Crawford)‏ هو لاعب كرة القدم الغالية أيرلندي، ولد في 10 أكتوبر 1979 في Dunboyne ‏ في جمهورية أيرلندا.